# Unione Sportiva Lucchese Libertas 1937-1938
Questa voce raccoglie le informazioni riguardanti il l'Unione Sportiva Lucchese Libertas nelle competizioni ufficiali della stagione 1937-1938.

## Rosa
| N. |                   | Ruolo | Calciatore         |
| -- | ----------------- | ----- | ------------------ |
|    | Italia (bandiera) | P     | Aldo Olivieri      |
|    | Italia (bandiera) | P     | Giovanni Tavoletti |
|    | Italia (bandiera) | D     | Italo Romagnoli    |
|    | Italia (bandiera) | D     | Ivo Pescini        |
|    | Italia (bandiera) | D     | Lamberto Petri     |
|    | Italia (bandiera) | D     | Antonio Perduca    |
|    | Italia (bandiera) | D     | Luigi Olasi        |
|    | Italia (bandiera) | C     | Egidio Turchi      |
|    | Italia (bandiera) | C     | Renato Cappellini  |
|    | Italia (bandiera) | C     | Ferrero Alberti    |

| N. |                     | Ruolo | Calciatore         |
| -- | ------------------- | ----- | ------------------ |
|    | Italia (bandiera)   | A     | Elpidio Coppa      |
|    | Italia (bandiera)   | A     | Piero Andreoli     |
|    | Italia (bandiera)   | A     | Carlo Azzimonti    |
|    | Italia (bandiera)   | A     | Guido Dossena      |
|    | Italia (bandiera)   | A     | Bruno Scher        |
|    | Italia (bandiera)   | A     | Luigi Rosellini    |
|    | Uruguay (bandiera)  | A     | Carlos Gringa      |
|    | Ungheria (bandiera) | A     | Domenico D'Alberto |
|    | Italia (bandiera)   | A     | Giulio Cappelli    |
|    | Italia (bandiera)   | A     | Remo Galli         |

## Statistiche

### Statistiche di squadra
| Competizione | Punti | In casa | In casa | In casa | In casa | In casa | In casa | In trasferta | In trasferta | In trasferta | In trasferta | In trasferta | In trasferta | Totale | Totale | Totale | Totale | Totale | Totale | DR  |
| Competizione | Punti | G       | V       | N       | P       | Gf      | Gs      | G            | V            | N            | P            | Gf           | Gs           | G      | V      | N      | P      | Gf     | Gs     | DR  |
| ------------ | ----- | ------- | ------- | ------- | ------- | ------- | ------- | ------------ | ------------ | ------------ | ------------ | ------------ | ------------ | ------ | ------ | ------ | ------ | ------ | ------ | --- |
| Serie A      | 21    | 15      | 5       | 9       | 1       | 22      | 20      | 15           | 0            | 2            | 13           | 6            | 35           | 30     | 5      | 11     | 14     | 28     | 55     | -27 |
| Coppa Italia |       | -       | -       | -       | -       | -       | -       | 1            | 0            | 0            | 1            | 0            | 1            | 1      | 0      | 0      | 1      | 0      | 1      | -1  |
| Totale       | -     | 15      | 5       | 9       | 1       | 22      | 20      | 16           | 0            | 2            | 14           | 6            | 36           | 31     | 5      | 11     | 15     | 28     | 56     | -28 |

### Statistiche dei giocatori
| Giocatore     | Serie A  | Serie A | Coppa Italia | Coppa Italia | Totale   | Totale |
| Giocatore     | Presenze | Reti    | Presenze     | Reti         | Presenze | Reti   |
| ------------- | -------- | ------- | ------------ | ------------ | -------- | ------ |
| F. Alberti    | 4        | 0       | -            | -            | 4        | 0      |
| P. Andreoli   | 28       | 6       | 1            | 0            | 29       | 6      |
| C. Azzimonti  | 25       | 1       | 1            | 0            | 26       | 1      |
| G. Cappelli   | 6        | 0       | 1            | 0            | 7        | 0      |
| R. Cappellini | 17       | 1       | -            | -            | 17       | 1      |
| E. Coppa      | 29       | 5       | 1            | 0            | 30       | 5      |
| D. D'Alberto  | 6        | 1       | -            | -            | 6        | 1      |
| G. Dossena    | 25       | 0       | 1            | 0            | 26       | 0      |
| R. Galli      | 4        | 0       | -            | -            | 4        | 0      |
| C. Gringa     | 6        | 1       | -            | -            | 6        | 1      |
| L. Olasi      | 3        | 0       | -            | -            | 3        | 0      |
| A. Olivieri   | 27       | -49     | -            | -            | 27       | -49    |
| A. Perduca    | 9        | 0       | -            | -            | 9        | 0      |
| I. Pescini    | 24       | 0       | 1            | 0            | 25       | 0      |
| L. Petri      | 18       | 1       | 1            | 0            | 19       | 1      |
| I. Romagnoli  | 28       | 5 (-1)  | 1            | 0            | 29       | 5      |
| L. Rosellini  | 18       | 5       | -            | -            | 18       | 5      |
| B. Scher      | 22       | 1       | 1            | 0            | 23       | 1      |
| G. Tavoletti  | 3        | -5      | 1            | -1           | 4        | -6     |
| E. Turchi     | 28       | 0       | 1            | 0            | 29       | 0      |